# The Life of the Party (singolo The Jackson 5)
The Life of the Party è un singolo scritto da Clarence Drayton, Hal Davis e Tamy Smith ed interpretato per la prima volta dal gruppo musicale statunitense The Jackson 5 nel 1974 nell'album Dancing Machine. Il brano fu estratto nello stesso anno come secondo singolo.

## Tracce
1. The Life of the Party – 2:35 (Clarence Drayton, Hal Davis, Tamy Smith)
2. Whatever You Got, I Want – 2:58 (Gene Marcellino, Jerry Marcellino, Mel Larson)